# Koniuszy
Koniuszy (łac. praefectus stabuli, franc. écuyer; niem. Stallmeister) – zarządca stadnin i stajni na dworach królewskich i magnackich; później tylko zaszczytny tytuł dworski. 

## W dziejach Rzeczypospolitej

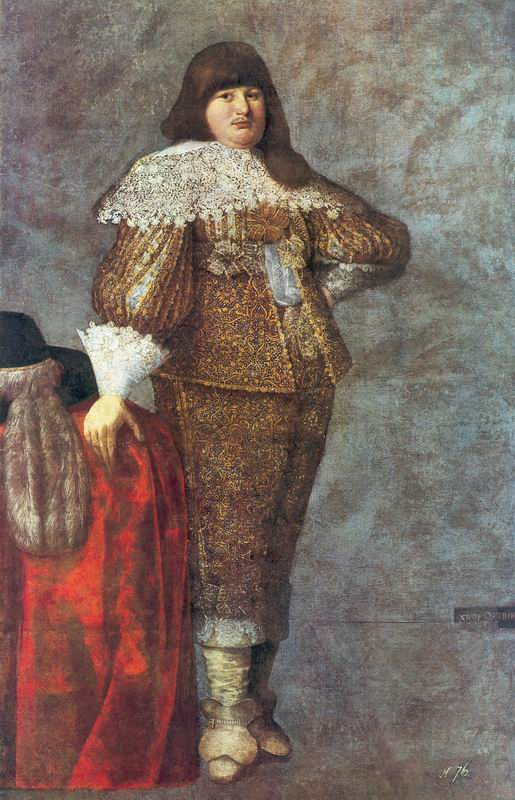
Wielki koniuszy koronny – ks. Władysław Zasławski-Ostrogski (1636)

W średniowiecznej Polsce (od XIII w.) i innych krajach (np. na Węgrzech – főlovászmester) urzędnik królewski sprawujący początkowo nadzór nad stajnią monarchy, później nad stadninami w jego dobrach. Jako funkcyjny urząd dworski z biegiem czasu przekształcał się w honorowy, będąc np. w I Rzeczypospolitej urzędem ziemskim w Wielkim Księstwie oraz honorowym urzędem dworskim w Koronie i na Litwie.

### Jako godność senatorska
Trzy urzędy dawnych koniuszych w niejasnych okolicznościach na początku XVI w. trafiły do Senatu Rzeczypospolitej. Byli to: konarski sieradzki, konarski łęczycki i konarski inowrocławski. W średniowieczu "konarski" był nazwą urzędu koniuszego, która w początku XV w. praktycznie zanikła. Nazwa przetrwała tylko w tych trzech ziemiach, ale przypisano ją do rzekomej godności kasztelana z miejscowości Konary. Gdy formował się senat i włączano do niego wszystkich senatorów mniejszych, trzej "konarscy" zostali zaliczeni do grona kasztelanów.

### Tytuły odojcowskie i odmężowskie
Dzieciom koniuszego przysługiwały tytuły odojcowskie. Dla synów tytułem takim był koniuszyc, a dla córek – koniuszanka. Małżonki miały prawo do tytułu odmężowskiego koniuszyna.